# Janusz Danecki
Janusz Antoni Danecki (ur. 6 października 1946 w Katowicach) – polski arabista i islamista, językoznawca i literaturoznawca, profesor nauk humanistycznych, pracownik naukowy Katedry Arabistyki i Islamistyki Uniwersytetu Warszawskiego.

## Życiorys
W latach 1964–1969 studiował arabistykę na Uniwersytecie Warszawskim. Tytuł zawodowy magistra uzyskał na podstawie pracy pt. Niektóre zagadnienia zapożyczeń arabskich w języku urdu, której promotorem był profesor Józef Bielawski. W 1971 przebywał na Uniwersytecie Kairskim i uniwersytecie Al-Azhar. Następnie w 1974 obronił doktorat z zakresu językoznawstwa arabskiego na podstawie pracy zatytułowanej Elementy indyjskiej teorii fonetycznej w 'Al-Kitāb' Sībawayhiego. W 1982 habilitował się z zakresu klasycznej kultury arabskiej i muzułmańskiej na podstawie pracy Literatura i kultura w imperium kalifów. Studium twórczości adabowej al-Mubarrada. W 1989 otrzymał tytuł profesora nauk humanistycznych.
Zawodowo związany z Uniwersytetem Warszawskim, na którym doszedł do stanowiska profesora zwyczajnego. W latach 1982–2006 był kierownikiem Zakładu Arabistyki i Islamistyki UW, pozostając następnie jego pracownikiem naukowym. Wykładowca językoznawstwa arabskiego, dialektologii języka arabskiego, islamistyki oraz muzułmańskiej myśli politycznej. W latach 2006–2010 pełnił funkcję dziekana Wydziału Filologicznego Szkoły Wyższej Psychologii Społecznej w Warszawie. W 2003 objął na tej uczelni również stanowisko kierownika Centrum Bliskowschodniego SWPS. Był profesorem wizytującym m.in. na uczelniach w Bonn, Berlinie i Moskwie.
W 1993 założył czasopismo naukowe „Studia Arabistyczne i Islamistyczne”, którego został redaktorem naczelnym, a w 2002 wydawany przez SWPS rocznik „Bliski Wschód: społeczeństwa-polityka-tradycje”. Został członkiem korespondentem Towarzystwa Naukowego Warszawskiego, Komitetu Nauk Orientalistycznych Polskiej Akademii Nauk, Polskiego Towarzystwoa Orientalistycznego oraz Collegium Invisibile.
Janusz Danecki jest tłumaczem klasycznej i współczesnej literatury arabskiej, a także literatury specjalistycznej (orientalistycznej) z języków europejskich takich jak niemiecki, angielski, francuski. Poza wyżej wymienionymi językami europejskimi zna jeszcze m.in. rosyjski, węgierski, hiszpański, włoski, szwedzki oraz fiński. Deklaruje też podstawową znajomość kilku języków orientalnych (suahili, hebrajski, birmański, perski, turecki oraz urdu).
Wraz z doktor Jolantą Kozłowską jako pierwsi w Polsce opracowali w 1996 Słownik arabsko-polski, który charakteryzuje się nietypowym układem haseł w porównaniu z innymi słownikami arabskimi. Autorzy ułożyli wszystkie hasła alfabetycznie, a nie według rdzenia. Druga część słownika (polsko-arabska) nie została dokończona. Janusz Danecki napisał też wydaną po raz pierwszy w 1994 Gramatykę języka arabskiego. Jest również autorem publikacji książkowej z zakresu islamistyki Podstawowe wiadomości o islamie (1997), która do tej pory jest największym studium na temat islamu w języku polskim. Jest także autorem ponad stu artykułów naukowych w czasopismach międzynarodowych.

## Odznaczenia
Odznaczony m.in. Krzyżem Kawalerskim Orderu Odrodzenia Polski (2011).

## Wybrane publikacje
- Arabowie, PIW, Warszawa 2001.
- Gramatyka języka arabskiego (t. I i II), Dialog, Warszawa 1994 (wydanie poprawione 2001).
- Klasyczny język arabski, Dialog, Warszawa 1998.
- Kultura islamu. Słownik, WSiP, Warszawa 1997.
- Kultura i sztuka islamu, Elipsa, Warszawa 2003.
- Literatura i kultura w imperium kalifów. Studium twórczości adabowej al-Mubarrada, Wydawnictwa Uniwersytetu Warszawskiego, Warszawa 1982
- Opowieści Koranu, Nasza Księgarnia, Warszawa 1991.
- Podstawowe wiadomości o islamie (t. I i II), Dialog, Warszawa 1997 (wydanie poprawione 2008).
- Polityczne funkcje islamu, Wydawnictwa Uniwersytetu Warszawskiego, Warszawa 1991.
- Przygody Sindbada Żeglarza. Słowniczek arabsko-polsko-angielski, Dialog, Warszawa 1994.
- Słownik arabsko-polski (współautor z Jolantą Kozłowską), Wiedza Powszechna, Warszawa 1996.
- Wojskowy słownik morski. Arabsko-polski. Polsko-arabski (współautor z Jolantą Kozłowską, Ewą Machut-Mendecką, Ahmedem Nazmi), Wyższa Szkoła Marynarki Wojennej im. Bohaterów Westerplatte, Gdynia 1984.
- Współczesny język arabski i jego dialekty, Dialog, Warszawa 2001 (wydanie poprawione i uzupełnione 2009).
- Wstęp do dialektologii języka arabskiego, Wydawnictwa Uniwersytetu Warszawskiego, Warszawa 1989.

## Wybrane przekłady
- Al-Hakim Taufik, Dom nie spełnionych marzeń, KAW, Warszawa 1982.
- Al-Hamadani, Opowieści łotrzykowskie, Ossolineum, Warszawa 1983.
- Ibn Hazm, Naszyjnik gołębicy. O miłości i kochankach(inne języki), PIW, Warszawa 1976.
- Jusuf Idris, Egipski erotyk, PIW, Warszawa 1980.
- Kanafani Ghassan, Głowa kamiennego lwa, PIW, Warszawa 1982.
- Klasyczna poezja arabska, LSW, Warszawa 1988.
- Mahomet. Mądrości Proroka, Dialog, Warszawa 1993.
- Poezja arabska, wiek VI-XIII, Ossolineum, Wrocław 1997.
- Siedem kasyd staroarabskich (mu’allaki), PIW, Warszawa 1981.